# Diócesis de Kikwit
La diócesis de Kikwit (en latín: Dioecesis Kikuitensis y en francés: Diocèse de Kikwit) es una circunscripción eclesiástica de la Iglesia católica en la República Democrática del Congo. Se trata de una diócesis latina, sufragánea de la arquidiócesis de Kinsasa. Desde el 19 de noviembre de 2016 su obispo es Timothée Bodika Mansiyai, de la Compañía de Sacerdotes de San Sulpicio.

## Territorio y organización
La diócesis tiene 73 000 km² y extiende su jurisdicción sobre los fieles católicos de rito latino residentes en la ciudad de Kikwit y, en todo o en parte, los territorios de Bulungu, Gungu y Masi-Manimba en la provincia de Kwilu, y los de Feshi y de Kahemba en la provincia de Kwango.
La sede de la diócesis se encuentra en la ciudad de Kikwit, en donde se halla la Catedral de San Francisco Javier.
En 2021 en la diócesis existían 55 parroquias.

## Historia
La misión sui iuris de Koango fue erigida el 18 de abril de 1892 tomando el territorio del vicariato apostólico del Congo Belga (hoy arquidiócesis de Kinsasa).
El 31 de enero de 1903 la misión sui iuris fue elevada a prefectura apostólica.
En marzo de 1921 se amplió en virtud del breve In hac sublimi del papa Benedicto XV, incorporando una parte del territorio que había pertenecido al vicariato apostólico del Kasai Superior (hoy arquidiócesis de Kananga).
El 28 de marzo de 1928 la prefectura apostólica fue elevada a vicariato apostólico con el breve Aucto pastorum del papa Pío XI.
El 1 de abril de 1931 cedió una parte de su territorio para la erección del vicariato apostólico de Kisantu (hoy diócesis de Kisantu) mediante el breve Expostularunt del papa Pío XI, al que cedió otra parte de territorio el 28 de enero de 1935 mediante el decreto Ad maiora.
El 13 de abril de 1937 cedió una parte de su territorio para la erección de la prefectura de Ipamu (hoy diócesis de Idiofa) mediante la bula Quo uberiores del papa Pío XI.
El 24 de mayo de 1950 cedió otra pequeña porción de su territorio al vicariato apostólico de Léopoldville (hoy arquidiócesis de Kinsasa) mediante el decreto Cum ob territorii.
El 21 de febrero de 1955 cambió su nombre por el de vicariato apostólico de Kikwit.
El 5 de julio de 1957 cedió otra porción de territorio para la erección de la prefectura apostólica de Kenge (hoy diócesis de Kenge) mediante la bula Illa spei del papa Pío XII.
El 10 de noviembre de 1959 el vicariato apostólico fue elevado a diócesis con la bula Cum parvulum del papa Juan XXIII.

## Estadísticas
Según el Anuario Pontificio 2022 la diócesis tenía a fines de 2021 un total de 2 967 330 fieles bautizados.
| Año                                                                             | Población            | Población | Población      | Sacerdotes | Sacerdotes    | Sacerdotes    | Bautizados por sacerdote | Diáconos permanentes | Religiosos | Religiosos | Parroquias |
| Año                                                                             | Bautizados católicos | Total     | % de católicos | Total      | Clero secular | Clero regular | Bautizados por sacerdote | Diáconos permanentes | Varones    | Mujeres    | Parroquias |
| ------------------------------------------------------------------------------- | -------------------- | --------- | -------------- | ---------- | ------------- | ------------- | ------------------------ | -------------------- | ---------- | ---------- | ---------- |
| 1950                                                                            | 213 821              | 852 031   | 25.1           | 93         | 21            | 72            | 2299                     |                      | 139        | 120        | 4          |
| 1970                                                                            | 623 375              | 1 220 000 | 51.1           | 136        | 32            | 104           | 4583                     |                      | 200        | 300        | 32         |
| 1980                                                                            | 787 678              | 1 499 000 | 52.5           | 124        | 29            | 95            | 6352                     |                      | 163        | 198        | 48         |
| 1988                                                                            | 1 800 000            | 2 367 000 | 76.0           | 151        | 58            | 93            | 11 920                   |                      | 198        | 218        | 48         |
| 1999                                                                            | 1 601 771            | 2 652 920 | 60.4           | 154        | 81            | 73            | 10 401                   |                      | 182        | 343        | 50         |
| 2000                                                                            | 2 002 214            | 3 316 150 | 60.4           | 145        | 84            | 61            | 13 808                   |                      | 236        | 329        | 52         |
| 2001                                                                            | 2 000 340            | 3 489 114 | 57.3           | 148        | 94            | 54            | 13 515                   |                      | 157        | 289        | 52         |
| 2002                                                                            | 1 920 099            | 3 640 000 | 52.7           | 147        | 95            | 52            | 13 061                   |                      | 157        | 285        | 52         |
| 2003                                                                            | 1 850 000            | 3 686 400 | 50.2           | 143        | 89            | 54            | 12 937                   |                      | 165        | 298        | 52         |
| 2004                                                                            | 2 004 852            | 3 809 220 | 52.6           | 154        | 100           | 54            | 13 018                   |                      | 169        | 395        | 52         |
| 2006                                                                            | 2 478 785            | 3 995 896 | 62.0           | 158        | 102           | 56            | 15 688                   |                      | 170        | 396        | 52         |
| 2013                                                                            | 2 508 898            | 4 869 000 | 51.5           | 168        | 115           | 53            | 14 933                   |                      | 139        | 378        | 53         |
| 2016                                                                            | 2 528 205            | 4 397 805 | 57.5           | 179        | 125           | 54            | 14 124                   |                      | 155        | 379        | 53         |
| 2019                                                                            | 2 788 000            | 4 833 000 | 57.7           | 192        | 138           | 54            | 14 520                   |                      | 155        | 379        | 53         |
| 2021                                                                            | 2 967 330            | 5 288 670 | 56.1           | 179        | 129           | 50            | 16 577                   |                      | 142        | 480        | 55         |
| Fuente: Catholic-Hierarchy, que a su vez toma los datos del Anuario Pontificio. |                      |           |                |            |               |               |                          |                      |            |            |            |

## Episcopologio
- Stanislao de Vos, S.I. † (1911-1928 falleció)
- Sylvain van Hee, S.I. † (28 de marzo de 1928-20 de febrero de 1936 renunció)
- Henri Van Schingen, S.I. † (23 de diciembre de 1936-2 de julio de 1954 falleció)
- André Lefèbvre, S.I. † (25 de febrero de 1955-29 de noviembre de 1967 renunció[nota 1])
- Alexander Mbuka-Nzundu † (29 de noviembre de 1967-14 de octubre de 1985 falleció)
- Edouard Mununu Kasiala, O.C.S.O. † (10 de marzo de 1986-19 de noviembre de 2016 retirado)
- Timothée Bodika Mansiyai, P.S.S., desde el 19 de noviembre de 2016